# Abdi-Heba
Abdi-Heba – władca Jerozolimy w okresie amarneńskim (XIV wiek p.n.e.). Był wasalem egipskiego faraona Echnatona (1352-1336 p.n.e.), którego wojska stacjonowały wówczas w mieście. W korespondencji amarneńskiej zachowało się kilka jego listów (EA 285 do EA 290) wysłanych do Echnatona.